# Soarele alb al pustiului
Soarele alb al pustiului (în rusă Белое солнце пустыни, transliterat: Beloe solnțe pustîni) este un film de aventuri eastern sovietic din 1970 regizat de Vladimir Motîl.

## Producție

### Eastern-urile
În anii 1960–1970, vrând să combată înclinația publicului cinefil sovietic către producțiile occidentale, autoritățile cinematografice sovietice au propus realizarea unui gen nou de filme numit „eastern”-uri (în rusă истерн, din englezescul „eastern” – estic) sau „westernuri roșii”, care să reprezinte o contrapondere autohtonă la clasicele westernuri americane. Unii cineaști sovietici au susținut că aventurile din Asia Centrală sau din Caucaz sunt o sursă inepuizabilă de subiecte pentru acest nou gen de filme.
Un precursor al acestui gen de filme este Cei treisprezece (1937) al lui Mihail Romm, iar printre eastern-urile realizate în anii 1960–1970 se numără Întâlnire la moscheea veche (1969) al lui Suhbat Hamidov, Sfârșitul atamanului (1970) al lui Șaken Aimanov, Soarele alb al pustiului (1970) al lui Vladimir Motîl, Al șaptelea cartuș (1973) al lui Ali Hamraev, Acasă printre străini, străin printre ai săi (1974) al lui Nikita Mihalkov, Expresul transiberian (1977) al lui Eldor Uzarbaev, Garda de corp (1979) al lui Ali Hamraev ș.a. Acțiunea acestui gen de filme are loc adesea în anii 1920, în care comuniștii luptau să-și instaureze puterea în părțile cele mai îndepărtate ale țării, și se concentrează de obicei în jurul rușilor care sosesc în provinciile orientale ale țării și emancipează populația locală, eliberând-o de sub stăpânirea beilor și culacilor, precum și de tradițiile patriarhale care o țineau într-o stare de înapoiere economico-socială. Aceste filme prezintă uneori luptele Armatei Roșii cu rebelii musulmani și reflectă alteori viața minorităților etnice siberiene precum buriații și ciukcii.
Peisajele comune ale genului eastern sunt așezările slab populate situate în stepele și deșerturile din sudul și estul URSS sau în regiunile muntoase greu accesibile din Asia Centrală. Autoritățile sovietice au pătruns mai greu în aceste locuri, iar populația i-a sprijinit adesea pe conducătorii locali în lupta cu comuniștii. Propaganda sovietică a mistificat realitatea, susținând că poporul oprimat de imperialismul țarist a luptat alături de comuniști pentru constituirea unei patrii a clasei muncitoare. Eroii eastern-urilor sunt adesea membri ai organizației CEKA (precursoare a KGB-ului) care luptă cu Gărzile Albe sau cu „grupările feudale”, care se străduiau să-și păstreze puterea și privilegiile și erau cunoscute în regiunile musulmane sub numele generic de „basmaci”. Fermele agricole nu apar deloc în eastern-uri, deoarece, odată cu colectivizarea agriculturii, țăranii sovietici nu mai erau considerați persoane demne de încredere. Conflictele între eroi și adversari escaladează pe parcursul filmului, dar, spre deosebire de westernuri în care părțile aflate în conflict au cel puțin teoretic șanse egale în duelul cu pistoale, împușcăturile finale din eastern-urile sovietice seamănă a execuții.
Cercetătorul rus Serghei Lavrentiev (profesor de istoria cinematografiei la Institutul de Radiodifuziune și Televiziune din Moscova) rezumă astfel caracteristicile genului eastern în studiul său intitulat „Westernurile roșii” (2012): „În timp ce în westernurile americane, oamenii noi ajung la un pământ nou, luptându-se și constituind noua națiune americană, în westernurile roșii oamenii noi îi ucid pe oamenii vechi, luptându-se și constituind noua națiune sovietică”.

## Lansare
A fost lansat în anul 1970 și a avut parte de un mare succes comercial, fiind vizionat de 34,5 milioane de spectatori în cinematografele din Uniunea Sovietică.